# Kostel svatého Bartoloměje (Teplice)
Kostel svatého Bartoloměje v Teplicích (německy St. Bartholomäus-Kirche) je původně luteránský kostel poblíž centra lázeňského města Teplice. Byl postaven ve druhé polovině 19. století v pseudorománském slohu. Od roku 1990 je v soukromých rukách a pro církevní účely nevyužíván. Je chráněn jako kulturní památka.

## Historie

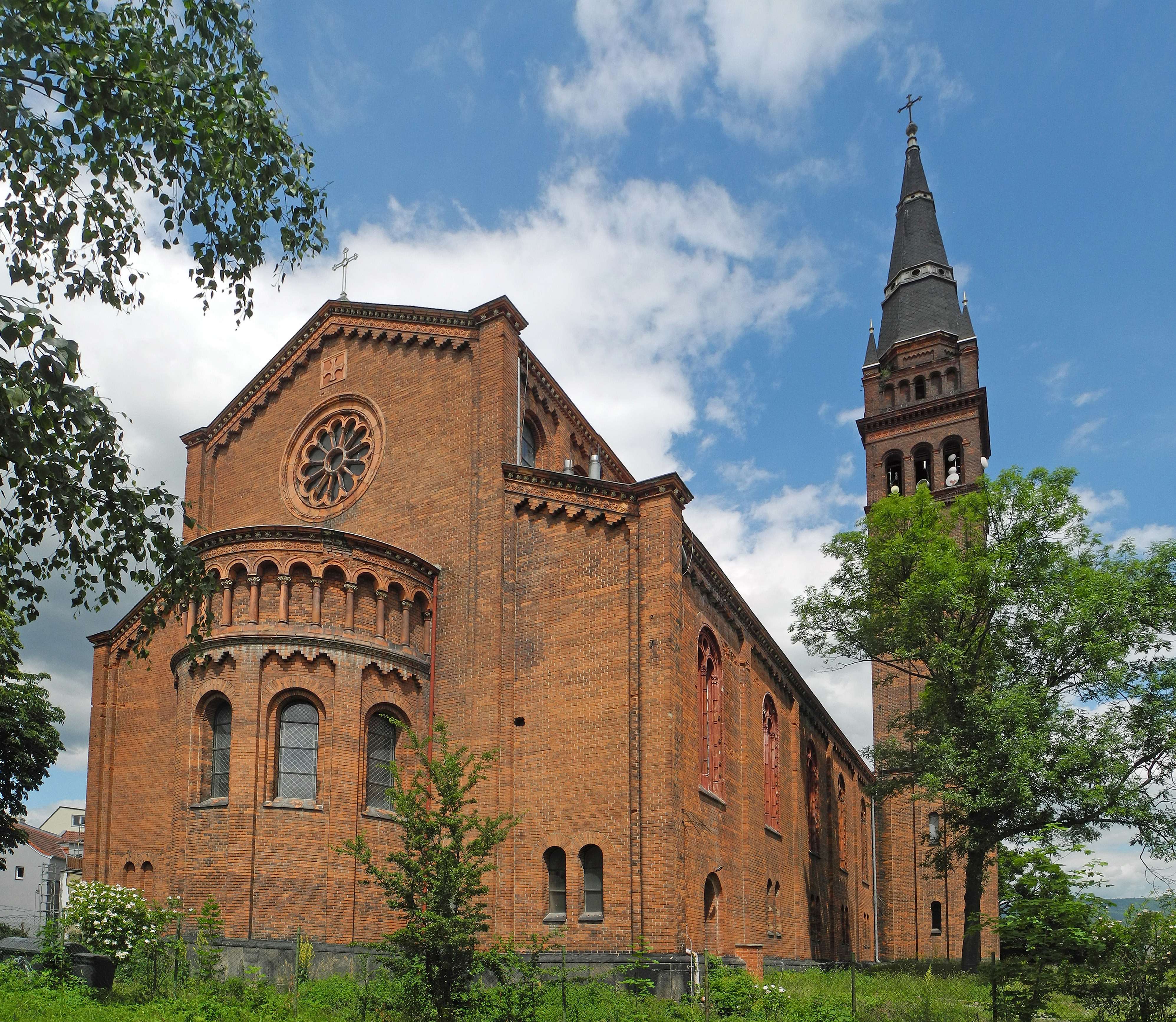
Závěr kostela

Byl postaven z podnětu pruského krále Bedřicha Viléma IV. podle návrhu architekta Friedricha Augusta Stülera v letech 1861–1884 a pojmenován St. Bartholomäus-Kirche. O 20 let později byla ke kostelu přistavěna mohutná hranolová věž, díky níž je stavba jednou z dominant města. U kostela je terasa s balustrádami.
Kostel byl původně luteránský, v letech 1945 až 1965 patřil Československé církvi husitské, která jej pojmenovala kostelem Prokopa Holého. Poté připadl městu, jež jej v roce 1990 prodalo soukromníkovi, který zde otevřel restauraci a diskotéku. Později byl kostel na přelomu první a druhé poloviny 90. let odprodán teplickému developerovi Jaroslavu Třešňákovi, který kostel zakonzervoval, ale nijak jej nevyužívá.
Na jaře 2013 byl kostel zapojen do akce Noc kostelů. Byla zde prezentace vězeňské kaple, práce kaplanů u vězeňské služby a Církve československé husitské.
Dnes je v něm výstavní galerie, kde je několik expozic a odpočinkové místo a také koncertní sál, který využívá akustiku tohoto prostoru zejména pro koncerty vážné hudby a hudby akustických stylů, který provozuje společnost VisitTeplice.
Za chrámem se nachází prostor, kde býval starý židovský hřbitov, který byl v roce 1939 zasypán i s náhrobky. Z terasy nad balustrádou je výhled na Krušné hory v širokém pásu, mj. na Hornickou kulturní krajinu Krupka.

## Přístup
Kostel je na návrší nad křižovatkou Chelčického a Českobratrské ulice, zhruba 500 metrů od středu města. Do jmenovaných ulic nezajíždí MHD, je zde možné parkovat autem. Ke kostelu nevede žádná z vyznačených turistických tras. Areál je oplocen a uzamčen.